# Le Tâtre
 Le Tâtre  es una población y comuna francesa, en la región de Poitou-Charentes, departamento de Charente, en el distrito de Cognac y cantón de Baignes-Sainte-Radegonde.

## Demografía
| 322 | 301 | 313 | 290 | 329 | 314 |
| Para los censos de 1962 a 1999 la población legal corresponde a la población sin duplicidades (Fuente: INSEE [Consultar]) |     |     |     |     |     |